# Hedtjärnen (Sävars socken, Västerbotten)
Hedtjärnen är en sjö i Umeå kommun i Västerbotten och ingår i Sävaråns huvudavrinningsområde.